# Браун, Росс
Росс Браун (Брон) (англ. Ross Brawn; род. 23 ноября 1954, Аштон-андер-Лайн) — британский инженер и конструктор «Формулы-1», был техническим директором команд «Бенеттон», «Феррари» и «Хонда». В 2009 году — владелец и руководитель команды «Браун», в 2010—2013 гг. — руководитель команды «Мерседес». С 2017 года — спортивный директор «Формулы-1».

## Биография
Родился 23 ноября 1954 года в Манчестере, Великобритания. Получил специальность в области атомной энергетики. В конце 70-х начал работать механиком в Формуле-3, а в 1978 году по приглашению Фрэнка Уильямса стал инженером только что основанной команды «Уильямс» в «Формуле-1».
Браун покинул «Формулу-1» в 1989 году и несколько лет работал на компанию Jaguar в чемпионате спортпрототипов, спроектировав машины Jaguar XJR-14, выигравшие в 1991 чемпионат.

### «Бенеттон»
В 1991 году Браун вернулся в «Формулу-1» в команду «Бенеттон». Став техническим директором и главным конструктором команды, Браун вместе с Флавио Бриаторе и Михаэлем Шумахером привёл «Бенеттон» к двум чемпионским титулам (1994 и 1995) и Кубку конструкторов в 1995. Его партнёром был более опытный Рори Бирн, вместе с которым они создавали чемпионские машины 1994—1995 годов.
В этот период главным соперником Benetton была команда Williams, главным конструктором которой был Эдриан Ньюи. С этого момента начинается знаменитое заочное соперничество конструкторских гениев Ньюи и Брауна, которое потом продолжится во многих разных командах. Двух технических директоров постоянно сравнивают в прессе.
Росс Браун: Эдриан притягивает успех. Его честолюбие и технический уровень невероятны. Ньюи – фантастически сильный соперник, но не стоит считать, что своим успехом команда обязана одному человеку – это плод коллективного труда множества специалистов.

### «Феррари»
В 1997 году Браун вместе с рядом других сотрудников перешёл в «Феррари» к Шумахеру, который уже как год выступал в команде Жана Тодта. Двумя годами позже к ним присоединился и Рори Бирн. Вместе с Жаном Тодтом, Браун придерживался идеи командной тактики, при которой вся команда работает на одного пилота, если тот борется за титул в чемпионате. Браун также прославился как опытный стратег по тактике дозаправок и выбору шин. В составе Ferrari Браун помог выиграть шесть кубков конструкторов и пять чемпионатов мира.
После завершения карьеры Шумахера Браун также объявил о годовом перерыве в своей деятельности. Вскоре после его ухода старый штаб «Феррари» распался, протеже Брауна главный механик Найджел Степни был уволен как фигурант шпионского скандала, а годом позже из команды ушёл и директор Жан Тодт.

### «Хонда», «Браун» и «Мерседес»
В 2008 году Браун вернулся в качестве руководителя команды Honda Racing F1 Team. Команда находилась в глубоком кризисе и с трудом боролась за очки. Руководство концерна Honda в условиях мирового экономического кризиса приняла решение закрыть убыточное подразделение «Формулы-1», чтобы спасти от банкротства сам концерн. Браун к тому времени уже разработал машину для 2009 года с использованием революционных конструкторских решений и предназначенную для двигателя Honda. Браун всячески сопротивлялся закрытию команды. Когда же боссов Honda не удалось убедить, он предложил выкупить команду. 6 марта 2009 года Браун приобрёл команду Honda F1 с производственной базой и персоналом за символическую цену в 1 доллар США.

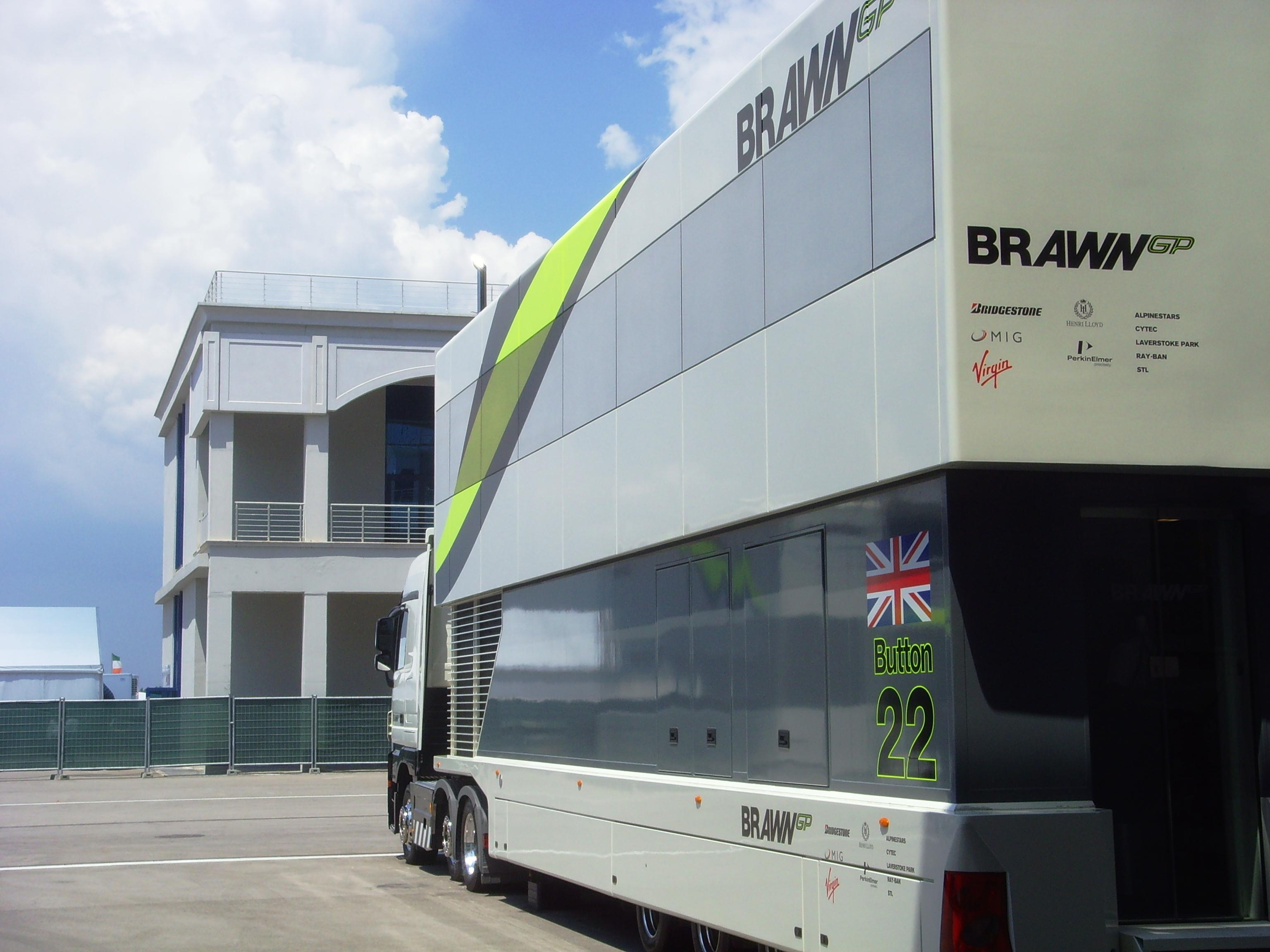
Моторхоум Brawn GP в Стамбуле

Браун назвал команду своим именем — Brawn GP Formula One Team. Под его руководством команда из аутсайдера немедленно превратилась в лидера чемпионата. Машины Brawn выиграли восемь гонок и возглавили личный (Дженсон Баттон) и командный зачёт.
Одним из слагаемых успеха был смелый и спорный с точки зрения правил технический манёвр: использование двойных диффузоров. Эти агрегаты не имели аналогов и появились благодаря лазейке в техническом регламенте. Конкуренты подали протест на технику Brawn, и возникла угроза полной дисквалификации команды. Росс Браун категорически отметал все обвинения.
Еще год назад я предлагал общими усилиями устранить существующие в новом техническом регламенте возможности для разной интерпретации, максимально упростив и уточнив формулировки. Но тогда это никого не заинтересовало. Зато сейчас вдруг обнаружилось столько интересующихся!».
15 апреля 2009 года апелляционный суд ФИА, рассмотрев аргументы сторон, отказал в удовлетворении протеста команд и узаконил двойные диффузоры. Вскоре после этого диффузорами, сделанными по примеру Brawn, обзавелись все команды «Формулы-1».
18 октября 2009 года после гонки в Бразилии команда «Браун» стала обладателем Кубка конструкторов. Гонщик этой команды Дженсон Баттон стал чемпионом мира.
По завершении чемпионского сезона команда Brawn GP была продана концерну Daimler и переименована в Mercedes GP. Росс Браун пригласил в команду Михаэля Шумахера и Нико Росберга. Несмотря на заводской статус и поддержку автопроизводителя, «Мерседес» оказались не так быстры, как «Браун», и неизменно занимали только четвёртую строчку в Кубке конструкторов. Только в начале 2012 года Росбергу удалось выиграть первую гонку для этой команды. С приходом в команду Льюиса Хэмилтона в сезоне 2013 года Росс Браун поднял Mercedes на второе место в командном зачёте и заложил базу на следующий сезон, ставший для команды чемпионским. Однако из-за возникших противоречий с другими руководителями команды Тото Вольффом и Ники Лаудой Браун принял решение покинуть команду.

### Дальнейшая карьера
В 2014 году Браун стал одним из экспертов, приглашённых ФИА для расследования смертельной аварии Жюля Бьянки.
В 2016 году на основе своих бесед с Россом Брауном бывший менеджер команды «Уильямс» Адам Парр издал книгу «Тотальное соперничество. Уроки стратегии на примере Формулы-1».
В 2017 году новое руководство Формулы-1 отправило в отставку её многолетнего управляющего Берни Экклстоуна. В коммерческих вопросах его заменили представители фонда Liberty Media, а должность спортивного директора была предложена Россу Брауну. 23 января 2017 года Браун приступил к работе в Formula One Group в качестве исполнительного директора по автоспорту.